# Aeropelican Airport
Aeropelican Airport är en flygplats i Australien. Den ligger i kommunen Lake Macquarie Shire och delstaten New South Wales, i den sydöstra delen av landet, omkring 97 kilometer nordost om delstatshuvudstaden Sydney. Aeropelican Airport ligger 2 meter över havet.
Trakten är tätbefolkad. Närmaste större samhälle är Newcastle, omkring 18 kilometer nordost om Aeropelican Airport. 
I omgivningarna runt Aeropelican Airport växer i huvudsak städsegrön lövskog. Genomsnittlig årsnederbörd är 1 393 millimeter. Den regnigaste månaden är februari, med i genomsnitt 222 mm nederbörd, och den torraste är juli, med 42 mm nederbörd.